# Гриффит, Нэнси
Нэнси Гриффит (англ. Nanci Griffith; 6 июля 1953, Сегин, Техас, США — 13 августа 2021) — американская певица, автор-исполнитель, сочетающая в своём творчестве элементы кантри, фолка и рок-музыки.
Сама Гриффит считала, что её музыка слишком фолковая для кантри-пуристов и слишком кантрюшная для фолк-пуристов и потому называла свое творчество «фолкабилли» (подчёркивая сочетание фолка и кантри, который иногда именуют «хиллбилли»). В этой связи журнал Rolling Stone окрестил певицу «Королева фолкабилли».
Помимо смешения музыкальных жанров, для её авторского стиля характерно влияние литературы Юга США, в частности, работ таких писателей как Фланнери О’Коннор, Фэнни Флэгг и Карсон МакКаллерс. Некоторые ранние альбомы Гриффит построены по принципу мини-романов, в которых каждая песня является отдельной главой в общем повествовании.
В отличие от основной массы кантри-артистов, Гриффит популярна прежде всего у хорошо образованного городского населения. По этой причине, а также из-за несоответствия чётким жанровым форматам певица получила ограниченный коммерческий успех и чаще востребована университетской аудиторией, нежели слушателями мейнстримового кантри-радио.
Лауреат премий «Грэмми» за «Лучший альбом современного фолка» (1994), Americana Music Awards «За новаторские жизненные достижения» (2008) и BBC Radio 2 Folk Awards «За жизненные достижения» (2010).

## Биография
Выросла в городе Остин, штат Техас. С детства увлекалась музыкой, литературой и театром, а в 14 лет начала петь в местных клубах. Окончив педагогический факультет Техасского Университета, работала школьной учительницей в младших классах, а в 1977 году полностью переключилась на музыку. После того, как её композиции победили в конкурсе Фолк-фестиваля в Кервилле, местный рекорд-лейбл B. F. Deal сначала включил песни Гриффит в один из своих сборников, а затем издал дебютный альбом певицы — There is a Light Beyond These Woods (1978).
Второй альбом Poet in My Window (1982) также вышел на локальном лейбле Featherbed Records. В 1984 году с продюсером Джимом Руни певица записала в Нэшвилле поворотный в её карьере альбом Once in a Very Blue Moon (1984), изданный Philo Records и получивший успех у кантри-аудитории. В честь заглавной песни с этой пластинки Гриффит назвала свою аккомпанирующую группу — Blue Moon Orchestra. В 1985 году она переехала в Нэшвилл, выпустила диск The Last of the True Believers и была принята на лейбл MCA Nashville к продюсеру Тони Брауну вместе с другими неформатными кантри-артистами, в частности, своими земляками Стивом Эрлом и Лайлом Ловеттом. Результатом стали пластинки Lone Star State of Mind (1987) и Little Love Affairs (1988).
Несмотря на высокое качество материала, Гриффит практически игнорировалась кантри-радиостанциями и недовольный такими результатами лейбл MCA передал её своему поп-подразделению в Лос-Анджелесе. Это характерным образом сказалось на звучании следующего альбома певицы Storms (1989), который показал высокие продажи, но не вызвал интереса у кантри-аудитории. Пластинка Late Night Grande Hotel (1991) также явно демонстрировала отход Гриффит от своих фолк- и кантри-корней. На протяжении следующих 10 лет её альбомы не попадали в чарт Top Country Albums, но стабильно появлялись в Billboard 200 и UK Albums Chart.
Росту популярности Гриффит способствовали также интерпретации её песен другими артистами: Кэти Маттеа («Love at the Five and Dime») и Сьюзи Богасс («Outbound Plane»), которые вошли соответственно в 1986 и 1992 году в пятерку и десятку чарта Hot Country Song. Помимо этого, певица получила успех в Великобритании и особенно в Ирландии. Её песни перекликались с политической ситуацией в этой стране и в отличие от других иностранных музыкантов, она не боялась там гастролировать в периоды террористической угрозы. С тех пор Гриффит часто играла в Великобритании, а Ирландию называла вторым домом.
В 1992 году Гриффит, перешла на лейбл Elektra и вернулась к своему фирменному и более традиционному звучанию с альбомом интерпретаций Other Voices, Other Rooms (1993). Диск отдавал дань творчеству повлиявших на Гриффит кантри- и фолк- исполнителей, в частности, Таунса Ван Зандта, Джона Прайна и Боба Дилана. Последние двое также приняли участие в записи диска наряду с Четом Аткинсом, Эммилу Харрис, Арло Гатри, Элисон Краусс и Гаем Кларком. За эту работу Гриффит получила премию «Грэмми» в категории «Лучший альбом современного фолка» (1994). В 1996 году она спела вместе с группой The Crickets в трибьют-альбоме Бадди Холли Not Fade Away (Remembering Buddy Holly). С тех пор Гриффит часто гастролировала в сопровождении этого коллектива.
В 1999 году певица выпустила альбом The Dust Bowl Symphony, состоявший из новых версий её старого материала, перезаписанного в студии Abbey Road в сопровождении Лондонского симфонического оркестра. Диск впервые за 10 лет не попал в чарты журнала Billboard. В 2003 году Гриффит дебютировала в Grand Ole Opry. На дисках Hearts in Mind (2004) и Ruby’s Torch (2006) она полагалась в основном на материал других авторов, но в альбоме The Loving Kind (2009) вернулась к сочинению собственных песен. Последняя работа Гриффит вышла в 2012 году и была записана в её домашней студии в Нэшвилле.

## Награды и номинации
За более чем 40 лет карьеры Гриффит получила около 20 различных профессиональных наград, включая премии «Грэмми», Americana Music Honors & Awards, BBC Radio 2 Folk Awards и ряд других. Артистка также посвящена в Texas Songwriters Hall of Fame.

## Личная жизнь
С 1976 по 1982 год Гриффит была замужем за техасским автором-исполнителем Эриком Тейлором, с которым сотрудничала и в творческом плане. В 1996 году у неё был диагностирован рак молочной железы, который ей удалось преодолеть. Двумя годами позже ей пришлось также бороться с раком щитовидной железы и его последствиями, в частности, депрессией. Болезнь в итоге была вылечена. С 2009 года певица страдала от Контрактуры Дюпюитрена, что существенно затрудняло её работу, а при игре на гитаре ей вместо одного медиатора приходилось использовать отдельные плектры для каждого пальца.

## Дискография
| Студийные альбомы - There’s a Light Beyond These Woods (1978) - Poet in My Window (1982) - Once in a Very Blue Moon (1984) - The Last of the True Believers (1986) - Lone Star State of Mind (1987) - Little Love Affairs (1988) - Storms (1989) - Late Night Grande Hotel (1991) - Other Voices, Other Rooms (1993) - Flyer (1994) - Blue Roses from the Moons (1997) - Other Voices, Too (A Trip Back to Bountiful) (1998) - The Dust Bowl Symphony (1999) - Clock Without Hands (2001) - Hearts in Mind (2004) - Ruby’s Torch (2006) - The Loving Kind (2009) - Intersection (2012) | Концертные альбомы - One Fair Summer Evening (1988) - Winter Marquee (2002) Сборники - The MCA Years: A Retrospective (1993) - The Best of Nanci Griffith (1993) - Country Gold (1997) - Revisited (1999) - Wings to Fly and a Place To Be: An Introduction to Nanci Griffith (2000) - 20th Century Masters — The Millennium Collection: The Best of Nanci Griffith (2001) - From a Distance: The Very Best of Nanci Griffith (2002) - The Complete MCA Studio Recordings (2003) |